# Roe-Gletscher
Der Roe-Gletscher ist ein 16 km langer Gletscher in der antarktischen Ross Dependency. Im Königin-Maud-Gebirge fließt er in nordwestlicher Richtung durch die Tapley Mountains und mündet südlich des Mount Durham in den Scott-Gletscher. 
Der United States Geological Survey kartierte ihn anhand eigener Vermessungen und Luftaufnahmen der United States Navy aus den Jahren von 1963 bis 1964. Das Advisory Committee on Antarctic Names benannte ihn im Jahr 1967 nach Derrell M. Roe, der in zwei antarktischen Sommerkampagnen zwischen 1963 und 1965 zur Besetzung der McMurdo-Station gehört hatte, deren Ingenieur er im antarktischen Winter 1966 war.